# Achmiednabi Gwarzatiłow
Achmiednabi Gwarzatiłow (ur. 23 lutego 1993) – azerski zapaśnik startujący w stylu wolnym.
Brązowy medalista mistrzostw świata w 2016 i siódmy w 2014. Piąty na mistrzostwach Europy w 2021. Drugi w indywidualnym Pucharze Świata w 2020. Drugi w Pucharze Świata w 2018 i piąty w 2016. Mistrz świata juniorów w 2013 i Europy w 2012 roku. 